# Arotrophora anemarcha
Arotrophora anemarcha är en fjärilsart som beskrevs av Oswald Beltram Lower 1902. Arotrophora anemarcha ingår i släktet Arotrophora och familjen vecklare. Inga underarter finns listade i Catalogue of Life.